# Stenopelmatoidea
Super-famille
Les Stenopelmatoidea sont une super-famille d'insectes orthoptères du sous-ordre des ensifères.

## Liste des familles
Selon Orthoptera Species File (18 mai 2012) :
- famille des Anostostomatidae Saussure, 1859
- famille des Cooloolidae Rentz, 1980
- famille des Gryllacrididae Blanchard, 1845
- famille des Stenopelmatidae Burmeister, 1838